# Ommerbosch
Het Ommerbosch is een buurtschap gelegen in de gemeente Ommen in de Nederlandse provincie Overijssel. Het Ommerbosch ligt direct ten noorden van het bedrijventerrein Rotbrink. Tussen de Rotbrink en het Ommerbosch loopt een oude middeleeuwse handelsroute, de Hessenweg. Op de plaats waar de Hessenweg de weg van Ommen naar de Ommerschans en Drenthe kruist bevond zich vroeger een herberg, De Bisschopshaar.
In 2010 is nieuwe trace van de N36, die de stad Ommen van doorgaand verkeer verlost, aan de noordzijde van het Ommerbosch gereed gekomen.
In 2015 hadden het Ommerbosch en de aangrenzende buurtschap Ommerkanaal samen 145 inwoners.
Stad: Ommen      Dorpen: Lemele · Vilsteren 

Buurtschappen: Archem · Arriën · Arriërveld · Beerze · Beerzerveld · Besthmen · Dalmsholte (deels) · Eerde · Emsland · Giethmen · Hoogengraven · Junne · Nieuwebrug · Ommerbosch · Ommerkanaal · Ommerschans · Ommerveld · Rotbrink · Stegeren · Stegerveld · Varsen · Vinkenbuurt · Witharen · Zeesse

Overijssel · Steden en dorpen      Nederland · Provincies · Gemeenten